# Paul Pogba
Paul Labile Pogba (ur. 15 marca 1993 w Lagny-sur-Marne) – francuski piłkarz pochodzenia gwinejskiego, występujący na pozycji pomocnika w monakijskim klubie AS Monaco  FC od 2025 roku, po zawieszeniu w 2023 roku. Były reprezentant Francji, wicemistrz Europy z 2016, mistrz świata z 2018, uczestnik mistrzostw świata 2014 i mistrzostw Europy 2021.

## Kariera klubowa

### Początek kariery
Treningi piłkarskie rozpoczął w młodzieżowych drużynach podparyskich klubów US Roissy-en-Brie i US Torcy, a w 2007 r. podpisał kontrakt z Le Havre AC. Grał tam przez dwa lata, zanim w 2009 r. przeniósł się do Manchesteru United.

### Manchester United
7 października 2009 ogłoszono, że zostanie zawodnikiem Manchesteru United. Najpierw występował w zespole U-18, debiutując 10 października 2009 w przegranym 1:2 meczu z Crewe Alexandra U-18. Sezon 2009/10 w drużynie U-18 zakończył z 7 bramkami w 21 występach. Jego drużyna zajęła 1. miejsce w grupie, ale w półfinale play-offów United U-18 uległ Arsenalowi B w karnych 5:3. W sezonie 2010/11 został w ekipie U-18 i grał tam przez pierwsze 3 miesiące sezonu. W listopadzie 2010 r. został powołany do rezerw „Czerwonych Diabłów”, debiutując w nich 2 listopada 2010 wygranym 3:1 meczem z rezerwami Boltonu Wanderers. 10 stycznia 2011 w meczu FA Youth Cup, zdobył piękną bramkę z dystansu, a rezerwy United wygrały 3:2 z rezerwami Portsmouth i dzięki zwycięstwu awansowały do czwartej rundy. Miesiąc później zdobył podobną bramkę w meczu z rezerwami West Bromwich Albion, ale United przegrało ten mecz 2:3. 19 lutego 2011 Pogba był jednym z 4 zawodników, którzy dołączyli do pierwszej drużyny prowadzonej wtedy przez sir Alexa Fergusona, aby zagrać mecz FA Cup przeciwko Crawley Town. Pogba otrzymał numer 42. Po meczu wrócił do treningów z rezerwami i pomógł zdobyć puchar FA Youth Cup. W finale tych rozgrywek United mierzyli się z rezerwami Sheffield United i udało im się wygrać w dwumeczu 6:3.
Przed rozpoczęciem sezonu 2011/12 Ferguson potwierdził, że Pogba dołącza do pierwszej drużyny, ale był udostępniany dla drużyny rezerw. Na swój debiut w Premier League musiał czekać do 31 stycznia 2012, kiedy to w 72. minucie meczu ze Stoke City zmienił Javiera Hernandeza, a United wygrało ten mecz 2:0. 15 marca 2012 zadebiutował w rozgrywkach europejskich. Był to mecz Ligi Europy z Athleticiem Bilbao. W 63. minucie zmienił Michaela Carricka, ale "Czerwone Diabły" przegrały ten mecz 1:2 i odpadły z tych rozgrywek.

### Juventus
3 lipca 2012 sir Alex Ferguson potwierdził, że Pogba nie przedłuży swojego kontraktu i odejdzie z klubu. 27 lipca Juventus F.C. poinformował, że Pogba przyjechał na testy medyczne, a 3 sierpnia podpisał 4 letni kontrakt z klubem z Turynu. Jego pierwszym meczem w barwach Bianconerich był mecz z Benficą, gdzie zmienił w 78 minucie Andreę Pirlo. Pierwszym oficjalnym meczem Pogby w Juve był mecz Serie A rozegrany 22 września 2012 przeciwko Chievo, w którym zagrał pełne 90 minut, a Juventus wygrał 2-0. 31 października w meczu z Bologną zdobył pierwszą bramkę w barwach Bianconerich i to bramkę na wagę zwycięstwa 2-1. 5 maja 2013 został wyrzucony z boiska w wygranym 1-0 meczu z US Palermo dającym Juve mistrzostwo Włoch.
W grudniu 2013 r. Pogba został nagrodzony nagrodą Złotego Chłopca. W styczniu 2014 został nazwany jednym z 10 największych talentów w Europie. 20 lutego zdobył swoją pierwszą bramkę w rozgrywkach europejskich w barwach Juventusu w meczu z Trabzonsporem, w którym Juve wygrało 2-0 i awansowało do 1/16 Ligi Europy. Pogba w sezonie 2013/14 wystąpił 51 raz we wszystkich rozgrywkach, czyli najwięcej razy w klubie, i zdobył 9 bramek. Sezon zakończył zdobyciem Serie A i półfinałem Ligi Europy. 24 października przedłużył swój kontrakt do 2019. 4 listopada 2014 strzelił swoją pierwszą bramkę w Lidze Mistrzów w wygranym 3-2 meczu z Olympiakosem. 28 października 2014 Paul Pogba został wybrany do listy 23 piłkarzy nominowanych do Złotej Piłki FIFA. 13 maja 2015 Álvaro Morata strzelił wyrównującą bramkę w meczu z Realem Madryt, dzięki czemu Juventus w dwumeczu wygrał 3-2 i awansował do finału Ligi Mistrzów w Berlinie. 20 maja zdobył bramkę w finale Pucharu Włoch i pomógł wygrać mecz 2-1. 6 czerwca Juventus z Pogbą w składzie przegrał finał Ligi Mistrzów z Barceloną 1-3. 15 lipca 2015 Pogba został nominowany do Nagrody Najlepszego Piłkarza w Europie. W sezonie 2015/16 zamienił swój numer 6 na 10 po Carlosie Tevezie. 12 sierpnia zajął 10. miejsce w plebiscycie na Najlepszego Piłkarza w Europie. 24 listopada Paul Pogba został nominowany do Drużyny Roku UEFA, a 3 dni później został wybrany do FIFPro World XI. W sezonie 2015/2016 wystąpił łącznie w 49 spotkaniach, zdobywając 10 bramek i zaliczając 16 asyst.

### Powrót do Manchesteru United
9 sierpnia 2016 wrócił do Manchesteru United podpisując z klubem pięcioletni kontrakt z opcją przedłużenia o kolejny rok.. Manchester United za sprowadzenie Pogby zapłacił 105 mln euro, dzięki czemu został on najdroższym piłkarzem w historii piłki nożnej, pobijając rekord Garetha Bale'a (po niespełna roku rekord ten został pobity przez Neymara, który przechodząc z Barcelony do Paris Saint-Germain kosztował 222 mln euro). Pierwszy mecz po powrocie zagrał 19 sierpnia 2016 roku w wygranym 2:0 meczu przeciwko Southampton, rozgrywając całe spotkanie. Swoją pierwszą bramkę dla klubu strzelił 24 września 2016 roku w wygranym 4:1 meczu z Leicester City. 1 czerwca 2022 roku Manchester United poinformował o nie przedłużeniu kontraktu z Pogbą.

### Powrót do Juventusu
11 lipca 2022 roku Juventus F.C. poinformował o zakontraktowaniu Paula Pogby. Francuz podpisał kontrakt na cztery lata. 26 lipca 2022 roku doznał kontuzji łąkotki bocznej w kolanie co wyklucza go z gry co najmniej dwa miesiące.
Na początku września 2023 poinformowano, że nie przeszedł pomyślnie testu antydopingowego (w jego organizmie wykryto testosteron niewyprodukowany w jego ciele), w związku z czym został tymczasowo zawieszony przez Włoską Agencję Antydopingową (NADO). 29 lutego 2024 ogłoszono, że w tej sprawie został zdyskwalifikowany na okres czterech lat.

## Kariera reprezentacyjna
Był reprezentantem Francji na szczeblach młodzieżowych. Wraz z reprezentacją do lat 16., triumfował w Aegean Cup i Tournoi du Val-de-Marne. Wystąpił też na mistrzostwach Europy U-17 i mistrzostwach Europy U-19.
22 marca 2013 zadebiutował w seniorskiej reprezentacji Francji w wygranym 3:1 meczu z Gruzją. 26 marca 2013 wystąpił przeciwko Hiszpanii. 6 czerwca 2014 Pogba znalazł się w kadrze Francji na mistrzostwa świata 2014. 15 czerwca 2014 w pierwszym meczu fazy grupowej przeciwko Hondurasowi został sfaulowany w polu karnym przez Wilsona Palaciosa, co skutkowało czerwoną kartką dla Hondurasu i rzutem karnym, wykorzystanym przez Karima Benzemę, a mecz zakończył się wynikiem 3:0 dla „Trójkolorowych”. 20 czerwca  2014 w drugim meczu grupowym przeciwko Szwajcarii wszedł z ławki rezerwowej w 63. minucie, zmieniając Oliviera Giroud i asystował przy bramce Karima Benzemy. 30 czerwca 2014 w meczu 1/8 finału przeciwko Nigerii strzelił gola a mecz zakończył się zwycięstwem 2:0. 4 lipca 2014 w meczu ćwierćfinałowym przegrali z Niemcami 0:1 po golu Matsa Hummelsa. 13 lipca 2014 został wybrany najlepszym młodym piłkarzem mistrzostw świata. W maju 2016 został powołany przez selekcjonera drużyny narodowej Didiera Deschampsa do 23-osobowego składu Francji na mistrzostwa Europy 2016 rozgrywane we Francji. 10 czerwca w meczu otwarcia turnieju, wygranym 2:1 z Rumunią, spotkał się z krytyką za swój słaby występ na meczu. 15 czerwca wszedł z ławki rezerwowej zastępując w 46 minucie Anthony'ego Martiala w drugim meczu grupowym wygranym 2:0 z Albanią. 19 czerwca w trzecim meczu fazy grupowej zremisowanym bezbramkowo ze Szwajcarią rozegrał całe spotkanie. 26 czerwca w meczu 1/8 finału wygranym 2:1 z Irlandią faulował w polu karnym Shana Longa gdzie po wykorzystaniu rzutu karnego przez Robbiego Bradyego Irlandia prowadziła 1:0 do 58 minuty meczu gdzie dwie bramki (drugą bramkę w 61 minucie) strzelił Antoine Griezmann. 3 lipca w meczu ćwierćfinałowym przeciwko rewelacji turnieju Islandii strzelił gola w 20 minucie spotkania a mecz zakończył się 5:2 gdzie Francja awansowała do półfinału. 7 lipca w półfinale Francuzi pokonali Niemców 2:0 (po dwóch golach Antoine Griezmanna), a Pogba rozegrał całe spotkanie. 10 lipca w finale rozegrał całe spotkanie z Portugalią, przegrywając 0:1 po golu Édera w 115. minucie dogrywki. 17 maja 2018 znalazł się w kadrze Francji na mistrzostwa świata 2018 w Rosji. 16 czerwca 2018 w pierwszym meczu grupowym przeciwko Australii oddał strzał który odbił się rykoszetem od Aziza Behicha i dał zwycięskiego gola na 2:1, gdzie bramka została początkowo przyznana Pogbie, ale następnego dnia FIFA ponownie przyznała gola samobójczego na konto Australijczyka. 15 lipca 2018 w 59. minucie meczu finału mistrzostw świata przeciwko Chorwacji Pogba strzelił gola podwyższając na 3:1, a mecz zakończył się ostatecznie wygraną Francji 4:2, która zdobyła swoje drugie mistrzostwo świata w historii. Na mistrzostwach Europy 2020 23 czerwca 2021 w ostatnim meczu grupowym Francji przeciwko Portugalii, Pogba asystował przy drugim golu Karima Benzemy, a mecz zakończył się remisem 2:2. 28 czerwca 2021 w meczu 1/8 finału przeciwko Szwajcarii strzelił gola uderzeniem z 25 metrów. Mecz zakończył się remisem 3:3, lecz w rzutach karnych Francuzi przegrali 4:5, odpadając z turnieju. Nie znalazł się w kadrze narodowej na mistrzostwa świata 2022 ze względu na doznaną wcześniej kontuzję kolana.

## Statystyki kariery
(aktualne na dzień 19 kwietnia 2022)
| Klub               | Sezon              | Liga               | Liga  | Liga   | Puchar kraju | Puchar kraju | Puchar ligi | Puchar ligi | Europa | Europa | Inne  | Inne   | Suma  | Suma   |
| Klub               | Sezon              | Liga               | Mecze | Bramki | Mecze        | Bramki       | Mecze       | Bramki      | Mecze  | Bramki | Mecze | Bramki | Mecze | Bramki |
| ------------------ | ------------------ | ------------------ | ----- | ------ | ------------ | ------------ | ----------- | ----------- | ------ | ------ | ----- | ------ | ----- | ------ |
| Manchester United  | 2011/12            | Premier League     | 3     | 0      | 0            | 0            | 3           | 0           | 1      | 0      | –     | –      | 7     | 0      |
| Juventus           | 2012/13            | Serie A            | 27    | 5      | 2            | 0            | –           | –           | 8      | 0      | –     | –      | 37    | 5      |
| Juventus           | 2013/14            | Serie A            | 36    | 7      | 0            | 0            | –           | –           | 14     | 1      | 1     | 1      | 51    | 9      |
| Juventus           | 2014/15            | Serie A            | 26    | 8      | 4            | 1            | –           | –           | 10     | 1      | 1     | 0      | 41    | 10     |
| Juventus           | 2015/16            | Serie A            | 35    | 8      | 5            | 1            | –           | –           | 8      | 1      | 1     | 0      | 49    | 10     |
| Juventus           | Łącznie            | Łącznie            | 124   | 28     | 11           | 2            | —           | —           | 40     | 3      | 3     | 1      | 178   | 34     |
| Manchester United  | 2016/17            | Premier League     | 30    | 5      | 2            | 0            | 4           | 1           | 15     | 3      | –     | –      | 51    | 9      |
| Manchester United  | 2017/18            | Premier League     | 27    | 6      | 3            | 0            | 1           | 0           | 5      | 0      | 1     | 0      | 37    | 6      |
| Manchester United  | 2018/19            | Premier League     | 35    | 13     | 3            | 1            | 0           | 0           | 9      | 2      | –     | –      | 47    | 16     |
| Manchester United  | 2019/20            | Premier League     | 16    | 1      | 2            | 0            | 1           | 0           | 3      | 0      | –     | –      | 22    | 1      |
| Manchester United  | 2020/21            | Premier League     | 26    | 3      | 2            | 0            | 3           | 1           | 11     | 2      | –     | –      | 42    | 6      |
| Manchester United  | 2021/22            | Premier League     | 20    | 1      | 1            | 0            | 0           | 0           | 6      | 0      | –     | –      | 27    | 1      |
| Manchester United  | Łącznie            | Łącznie            | 157   | 29     | 13           | 1            | 12          | 2           | 50     | 8      | 1     | 0      | 233   | 39     |
| Ogólnie w karierze | Ogólnie w karierze | Ogólnie w karierze | 281   | 57     | 24           | 3            | 12          | 2           | 90     | 11     | 4     | 1      | 411   | 73     |

## Sukcesy

### Juventus
- Mistrzostwo Włoch: 2012/2013, 2013/2014, 2014/2015, 2015/2016
- Puchar Włoch: 2014/2015, 2015/2016
- Superpuchar Włoch: 2013, 2015
- Finał Ligi Mistrzów: 2014/2015

### Manchester United
- Puchar Ligi Angielskiej: 2016/2017
- Liga Europy UEFA: 2016/2017

### Francja
- Mistrzostwo Świata: 2018
- Wicemistrzostwo Europy: 2016
- Mistrzostwo świata U-20: 2013
- Liga Narodów UEFA: 2020/21

### Indywidualne
- Najlepszy asystent Serie A: 2015/2016 (12 asyst)[c]
- Najlepszy zawodnik Mistrzostw świata U-20: 2013
- Złoty Chłopiec: 2013[61]
- Bravo Award: 2014
- Jedenastka sezonu Serie A: 2015/2016[62]

## Życie prywatne
Ma dwóch braci, Florentina oraz Mathiasa, którzy także są piłkarzami.

## Odznaczenia
- Kawaler Legii Honorowej – nadanie 2018[63], wręczenie 2019[64][65]